# 角野善宏
角野 善宏（かどの よしひろ、1959年 - ）は、日本のユング派の心理学者・精神科医。京都大学名誉教授。学位は、医学博士（神戸大学・論文博士・1995年）。

## 略歴
大阪府生まれ。1986年愛媛大学医学部卒業、神戸大学医学部附属病院精神神経科医員。1995年神戸大学より医学博士の学位を取得。臨床心理士。1990－93年、チューリッヒ・ユング研究所に学び、ユング派分析家の資格取得。1987－90、1993－2000年医療法人樹光会大村病院勤務。2000年大阪市立大学大学院生活科学研究科助教授。2003年京都大学大学院教育学研究科助教授。2008年京都大学大学院教育学研究科教授。2014年京都大学名誉教授、新川医院常勤医師。精神保健指定医、日本精神神経学会専門医、指導医、ユング派分析家。

## 著書
- 『分裂病の心理療法 治療者の内なる体験の軌跡』日本評論社 叢書・心理臨床の知 1998
- 『たましいの臨床学 夢・描画・体験』岩波書店 2001
- 『描画療法から観たこころの世界 統合失調症の事例を中心に』日本評論社 2004
- 『心理療法を実践する ユング心理学の観点から』日本評論社 2011

### 共編著
- 『バウムの心理臨床』山中康裕,皆藤章共編 創元社 京大心理臨床シリーズ 2005
- 『身体の病と心理臨床 遺伝子の次元から考える』伊藤良子、大山泰宏共編 創元社 京大心理臨床シリーズ 2009
- 『心理臨床関係における身体』伊藤良子、大山泰宏共編 創元社 京大心理臨床シリーズ 2009
- 『「発達障害」と心理臨床』伊藤良子、大山泰宏共編 創元社 京大心理臨床シリーズ 2009

### 翻訳
- スーザン・バッハ『生命はその生涯を描く 重病の子どもが描く自由画の意味』老松克博共訳 誠信書房 1998
- バーバラ・ハナー『アクティヴ・イマジネーションの世界 内なるたましいとの出逢い』老松克博共訳 創元社 2000
- グレッグ・M.ファース『絵が語る秘密 ユング派分析家による絵画療法の手引き』老松克博共訳 日本評論社 2001
- M.-L.フォン・フランツ『おとぎ話のなかの救済 深層心理学的観点から』小山智朗,三木幸枝共訳 日本評論社 2004
- M-L.フォン・フランツ,J.ヒルマン『ユングのタイプ論 フォン・フランツによる劣等機能/ヒルマンによる感情機能』監訳 今西徹、奥田亮、小山智朗訳 創元社 2004
- ゲリー・L.ランドレス『プレイセラピー 関係性の営み』山中康裕監訳 勅使川原学、國松典子と訳者代表 日本評論社 2007
- C.G. ユング著 クレア・ダグラス編『ヴィジョン・セミナー』全3巻 氏原寛、老松克博監訳 川戸圓、宮野素子、山下雅也共訳 創元社 2011

## 論文
- CiNii>角野善宏